# Halve marathon van Egmond 2001
De halve marathon van Egmond 2001 vond plaats op zondag 14 januari 2001. Het was de 29e editie van de halve marathon van Egmond. Het hoofdsponsor van evenement was Nike. De wedstrijd had dit jaar in totaal 11.200 inschrijvingen hetgeen op dat moment een nieuw record was. De wedstrijd werd bij de mannen gewonnen door de Nederlander Kamiel Maase. Bij de vrouwen streek de Keniaanse Susan Chepkemei met de hoogste eer.

## Uitslagen

### Mannen
| pos. | atleet             | land      | tijd    |
| ---- | ------------------ | --------- | ------- |
| 1    | Kamiel Maase       | Nederland | 1:03.42 |
| 2    | Wilson Kigen       | Kenia     | 1:03.46 |
| 3    | Enock Kiptoo Keter | Kenia     | 1:03.57 |
| 4    | Matthew Birir      | Kenia     | 1:04.49 |
| 5    | Guy Fays           | België    | 1:04.56 |
| 6    | Paul Biwott        | Kenia     | 1:04.57 |
| 7    | Jeroen van Damme   | Nederland | 1:05.03 |
| 8    | Frederic Collignon | België    | 1:05.29 |
| 9    | Yuriy Chizhov      | Rusland   | 1:05.42 |
| 10   | Robert Siwatum     | Kenia     | 1:06.41 |

### Vrouwen
| pos. | atlete                    | land      | tijd    |
| ---- | ------------------------- | --------- | ------- |
| 1    | Susan Chepkemei           | Kenia     | 1:10.36 |
| 2    | Hellen Kimaiyo            | Kenia     | 1:14.21 |
| 3    | Irma Heeren               | Nederland | 1:14.43 |
| 4    | Wioletta Kryza            | Polen     | 1:15.30 |
| 5    | Nadezhda Wijenberg        | Nederland | 1:15.41 |
| 6    | Vivian Ruijters           | Nederland | 1:15.42 |
| 7    | Tegla Loroupe             | Kenia     | 1:16.50 |
| 8    | Erika van de Bilt         | Nederland | 1:18.20 |
| 9    | Sandra Van Den Haesevelde | België    | 1:19.41 |
| 10   | Annelieke van der Sluijs  | Nederland | 1:20.00 |

1973 ·
1974 ·
1975 ·
1976 ·
1977 ·
1978 ·
1979 ·
1980 ·
1981 ·
1982 ·
1983 ·
1984 ·
1985 ·
1986 ·
1987 ·
1988 ·
1989 ·
1990 ·
1991 ·
1992 ·
1993 ·
1994 ·
1995 ·
1996 ·
1997 ·
1998 ·
1999 ·
2000 ·
2001 ·
2002 ·
2003 ·
2004 ·
2005 ·
2006 ·
2007 ·
2008 ·
2009 ·
2010 ·
2011 ·
2012 ·
2013 ·
2014 ·
2015 ·
2016 ·
2017 ·
2018 ·
2019 ·
2020 ·
2021 ·
2022 ·
2023 ·
2024 ·
2025